# Готська марка

Володіння Бернара Септиманського в 835-844 роках

Готська марка — історична область на північному сході Піренейського півострова, до якої входили невеликі графства Іспанської марки, і Септиманія — історична область на півдні Франції. Готська марка у 817-865 роках слугувала рубежем для захисту Західного Франкського королівства від арабів. Пізніше назва Готія використовувалась для Септиманії.
Столицею марки стала Тулуза, графи якої спочатку і носили титул маркіза Септиманії. Маркіз (герцог) Септиманії був головним представником імператора в регіоні, безпосередньо підпорядковуючись королю Аквітанії.
Для того, щоб ефективно придушити повстання басків в Васконії, Людовик Благочестивий розділив Септиманську марку на 2 частини. На чолі Тулузької марки був поставлений Беренгер Мудрий, що став фактично віце-королем Аквітанії, а Септиманія ж перейшла під прямий контроль імператора, який призначив для управління нею графа Провансу Лейбульфа. Після смерті Лейбульфа (в 828 році) Септиманія опинилася в руках Бернара Септиманського, який володів на той час частиною Іспанської марки.
В травні 844 року Бернар був страчений. Марка виявилася розділена між декількома графами. Власне Септиманія виявилася підпорядкована графам Барселони, а титул маркіза Септиманії фактично був скасований.
У 849 році на асамблеї в Нарбоні Карл II Лисий уповноважив графів Адельрама I де Труа і Ізембарта Отенського підпорядкувати території, що підтримували Піпіна II Аквітанського, що воював проти нього. При цьому Ізембарт і Адельрам отримали титул «маркіз Готії». В 918 році король Карл III подарував титул графам Тулузьким і Руерзьким, які фактично включили Готію до складу своїх володінь. Однак в XI столітті титул втратив своє значення і фактично зник, витіснений титулом маркіза Прованського.